# قانون اساسی
قانون اساسی عالی‌ترین سند حقوقی یک کشور و راهنمایی برای تنظیم قوانین دیگر است. قانون اساسی تعریف کنندهٔ اصول سیاسی، ساختار، سلسله مراتب، جایگاه، و حدود قدرت سیاسی دولت یک کشور، و تعیین و تضمین کنندهٔ حقوق شهروندان کشور است. هیچ قانونی نباید با قانون اساسی مغایرت داشته باشد.
به عبارت دیگر، قانون اساسی قانون تعیین کنندهٔ نظام حاکم است، قانونی که مشخص می‌کند قدرت در کجا متمرکز است، روابط این قدرت حاکم با آزادی‌ها و حقوق افراد ملت چگونه است و این قوای حاکمه اعم از قوه مجریه، قوه مقننه و قوه قضائیه چه اقتدارات و مسئولیت‌هایی در برابر ملت دارند. در حقیقت قانون اساسی محصول مشروطه خواهی است و مشروطه خواهی چیزی جز بیان صلاحیتِ محدود شده حاکمان نیست.
علاوه بر این، قانون اساسی مضامینی مانند پرچم ملی، سرود ملی، نشان ملی، پایتخت کشور و اصول حاکم بر سیاست‌های اقتصادی، برنامه‌های فرهنگی و روابط خارجی کشور را مورد توجه قرار می‌دهد.
قدیمی‌ترین قانون اساسی ملی که هنوز اجرا می‌شود در سال ۱۶۰۰ میلادی نوشته شده و متعلق به جمهوری سان مارینو در جنوب اروپا است. قانون اساسی مانند نان برای مردم است.

## نام
معنا و مفهوم «قانون اساسی» برگرفته از واژهٔ فرانسوی «کُنستیتوسیون» (Constitution) است و در دوران جنبش مشروطه با همین لفظ فرنگی اما به معنای مشروطیت یعنی محدود شدن اختیارات پادشاه در یک چهارچوب معین (قانونی) بکار می‌رفته‌است. امروزه واژه «قانون اساسی» در فارسی برای اشاره به قانون اساسی دولت‌های حاکم (مثل ایران یا فرانسه)، زیرمجموعه دولت‌ها (مانند ایالت‌های آلمان، آمریکا یا هند) یا ابَردولت‌ها (مانند اتحادیه اروپا) به کار می‌رود، در مورد نهادهای دیگر مانند اتحادیه‌ها، سازمان‌های بین‌المللی و احزاب سیاسی، معمولاً از واژهٔ «اساسنامه» استفاده می‌شود.
برابرِ پارسیِ قانونِ اساسی، مامْ دادیک (به معنای قانون مادر) است.

## پیشینه تاریخی قانون اساسی

### میان‌رودان و غرب آسیا
در سال ۱۸۷۷ ارنست سارزک باستان‌شناس فرانسوی در اکتشافات باستان‌شناسی خود در میان‌رودان، شواهدی را از وجود نوعی قانون باستانی دادگستری در تمدن سومریان (۲۳۰۰ سال پیش از میلاد) به دست آورد. هیچ مدرک و نوشتهٔ منسجمی از این قانون کشف نشده‌است، اما از شواهد اینطور برمی‌آید که در بر اساس آن، بیوگان و یتیمان مالیات کمتری پرداخت می‌کردند، و قانون آن‌ها را در برابر رباخواری ثروتمندان پشتیبانی می‌کرده‌است.
به‌طور کلی در دوران باستان حکومت بر اساس نوعی قانون کلّی در منطقه میان‌رودان و غرب آسیا معمول بوده‌است. قدیمی‌ترین قانون مکتوب کشف شده در جهان قانون اور-نامو است که حدود ۲۰۵۰ تا ۲۱۰۰ سال پیش از میلاد به دستور یکی از پادشاهان شهر اور روی لوح سفالین حک شده بوده‌است. در دهه‌های ۵۰ و ۶۰ میلادی، روی متن قطعات مختلف این لوح پژوهش‌هایی انجام گرفت و در نهایت ۴۰ بند از قانون ترجمه شد.
از جمله قوانین دیگر در منطقه میان رودان که نسخه‌ای از آن بر روی لوحی سنگی حفظ شده، قانون حمورابی پادشاه بابل است که در حدود ۱۷۶۰ پیش از میلاد مسیح تدوین شده‌است.
از مجموعه‌های قوانین باستانی دیگر می‌توان به قانون لیپیت-ایشتار، قانون آشور، و قانون دین یهود اشاره کرد که زادگاه همه آن‌ها منطقه میان‌رودان بوده‌است.

### یونان باستان
در سال ۶۲۱ پیش از میلاد، نخستین قانون دولت-شهر آتن توسط دبیری به نام دراکون نوشته شد. این قانون بسیار خشن بود و در آن مجازات مرگ برای تمام جرایم در نظر گرفته شده بود. قانون اساسی آتن در سال‌های ۵۹۴ و ۵۰۸ پیش از میلاد، به ترتیب توسط سولون حاکم آتن و کلئیستنس که یک اشراف‌زاده بود تغییر داده شد.

### تفاوت قانون عادی با قانون اساسی
به گواه متون تاریخی، ارسطو، فیلسوف شهیر یونانی، نخستین کسی است که بین قانون اساسی و قوانین عادی تفاوت قائل شده. وی قانون اساسی را تبیین کنندهٔ «جایگاه دستگاه‌های دولتی» می‌داند. آثار مشهور ارسطو مانند «قانون اساسی آتن» یا «اصول حکومت آتن»، «اخلاق» و «سیاست» به بررسی قانون‌های اساسی آن دوره به ویژه قانون اساسی دولت-شهرهای آتن، اسپارت و کارتاژ می‌پردازد. ارسطو در این آثار خوبی‌ها و بدی‌های هریک از قانون‌ها را مشخص می‌سازد و نتیجه‌گیری می‌کند که بهترین قانون اساسی در حقیقت ترکیبی است از قوانین سلطنت‌طلبانه، اشراف‌گرایانه و مردم‌گرایانه. از نظر ارسطو، گروهی از شهروندان مجاز بودند در حکومت دخالت کنند، و گروهی دیگر از شهروندان (شامل بردگان) حق دخالت در حکومت را نداشتند.

### قانون اساسی در امپراتوری روم

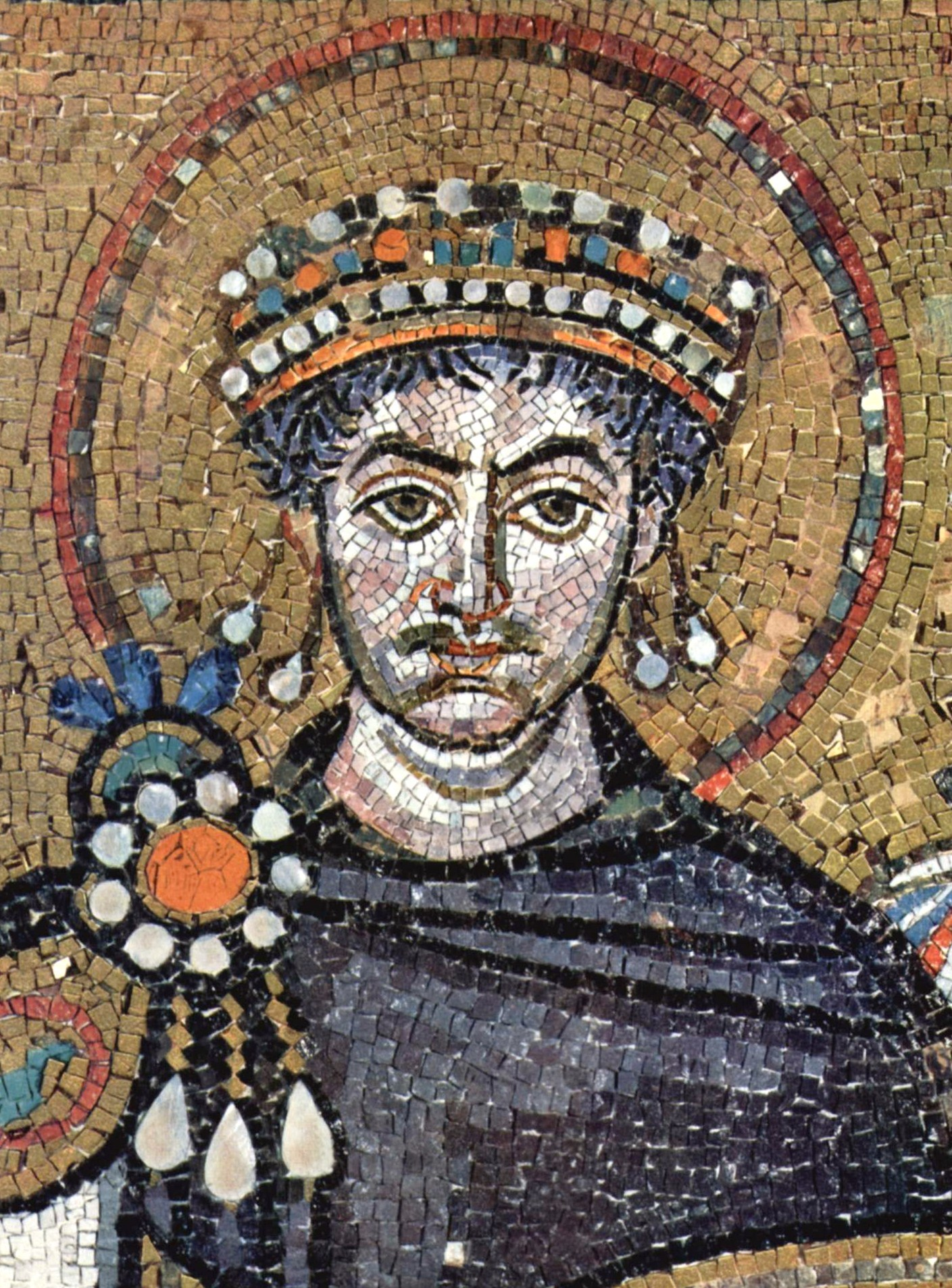
چهره ژوستینیان یکم، کلیسای سان‌ویتاله، راونا، ایتالیا

نخستین بار امپراتور تئودوسیوس در سال ۴۳۸ مجموعه قوانین مشخصی برای اداره امپراتوری روم تدوین کرد. یک قرن بعد در سال ۵۳۴ میلادی، ژوستینیان یکم امپراتور بیزانس (روم شرقی) مجموعه‌ای از قوانین را تدوین و به اجرا گذاشت که در طول زمان تبدیل به تأثیرگذارترین قانون در اروپای قرون وسطی شد. این مجموعه از قوانین پیشین امپراتوری روم الهام گرفته بود و به عنوان نطفهٔ قانون مدنی مدرن اروپا شناخته می‌شود.

### نخستین قانون جامع در ژاپن
در سال ۶۰۴ میلادی، شوتوکو شاهزادهٔ ژاپنی، مجموعه‌ای از ۱۷ قانون را تهیه و به اجرا گذاشت. این قوانین الهام گرفته از تعالیم بودا هستند و بیشتر به اخلاق اجتماعی می‌پردازند تا به ساختار دولت. 

### قانون شهر مدینه در دوره پیامبر اسلام
پیامبر اسلام پس از مهاجرت به شهر یثرب (مدینه) و استقرار در آنجا، در سال یکم هجری (۶۲۲ میلادی) مجموعه قوانینی بر اساس دین اسلام برای اداره شهر وضع کرد. این قوانین برای نخستین بار حقوق مذهبی شهروندان را تضمین کردند و نظام دادگستری مشخصی را برای جنگ، مالیات و اختلافات مدنی تعریف کردند.

### قانون بزرگ صلح سرخ‌پوستان آمریکای شمالی
بین سال‌های ۱۰۹۰ و ۱۱۵۰ میلادی، قانونی به نام «گایاناشاگوا» (Gayanashagowa) یا «قانون بزرگ صلح» در میان اعضای کنفدراسیون «ایروکی» شامل شش قبیله بزرگ سرخ‌پوست آمریکای شمالی تدوین و به اجرا گذاشته شد. گفته می‌شود که سده‌ها بعد از آن، برخی از دولتمردان آمریکا مانند بنجامین فرانکلین و جیمز مدیسون هنگام تنظیم قانون اساسی ایالات متحده آمریکا، از گایاناشاگوا ایده‌هایی گرفته بوده‌اند.

## قرون وسطی

### قانون ماگنا کارتا و حکومت مشروطه سلطنتی در انگلستان

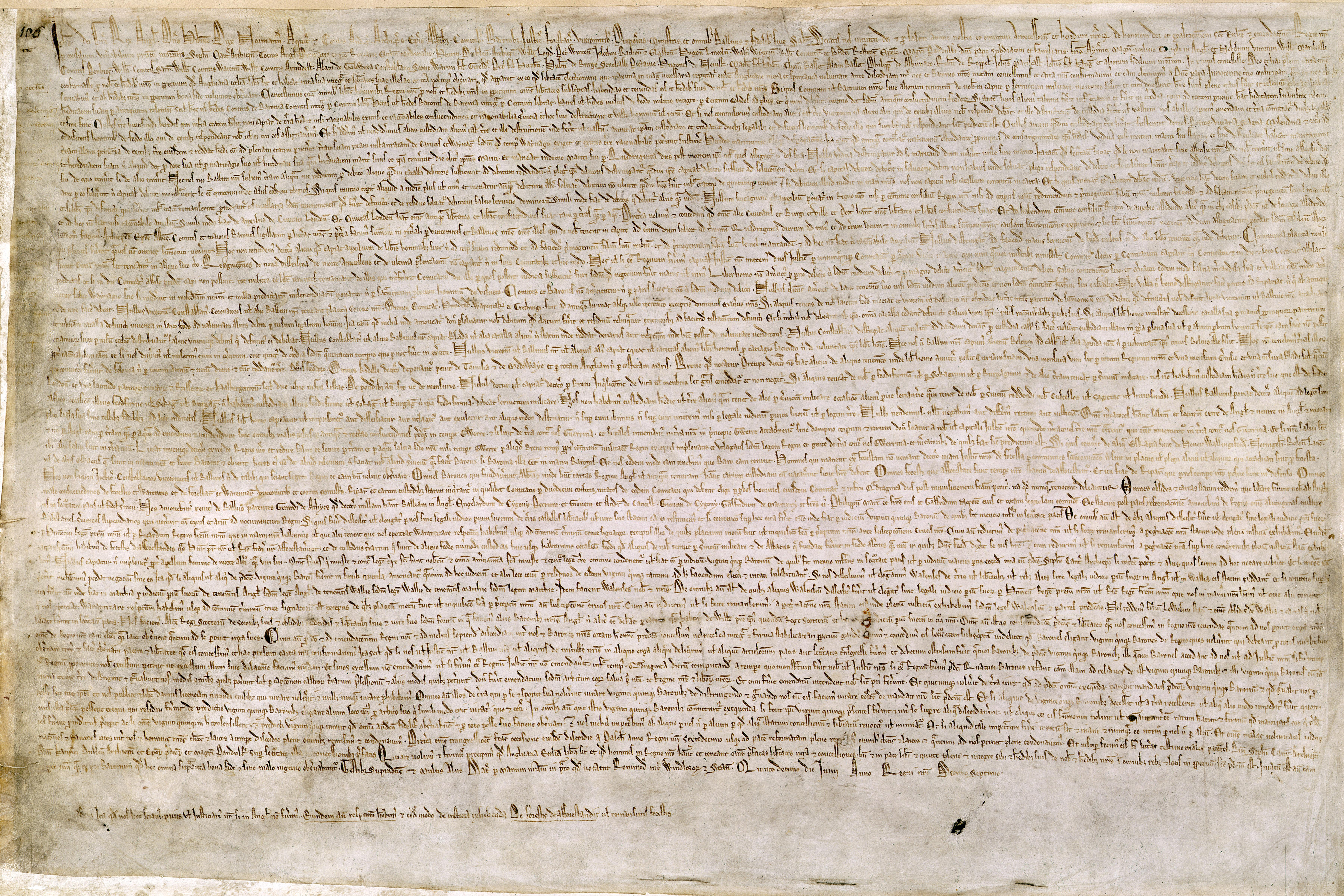
نسخه‌ای از ماگنا کارتا که توسط جان لکلند پادشاه انگلستان امضا شده و در آرشیو ملی بریتانیا نگهداری می‌شود.

ماگنا کارتا لیبرتاتوم (Magna Carta Libertatum) یا منشور بزرگ آزادی منشوری است که در سال ۱۲۱۵ میلادی نگاشته شده‌است. علت اصلی به وجود آمدن این منشور، اختلاف مابینِ پاپ اینوسنت سوم، بارون‌ها و اشراف انگلستان، و پادشاه انگلستان بر سر میزان و حد قدرت پادشاه بود. ماگنا کارتا پادشاه را وادار می‌ساخت که بخشی از حقوق خود را واگذار کند، به تشکیلات قانونی احترام بگذارد و قبول کند که قانون بر ارادهٔ شخصی او ارجحیت دارد. یکی از مهم‌ترین بندهای ماگنا کارتا حکمی بود موسوم به Habeas Corpus که برطبق آن، شاه یا کس دیگری حق نداشت هیچ فردی را بدون طی تشریفات قانونی محکوم، زندانی، تبعید یا اعدام کند یا اموال کسی را مصادره نماید.
ماگنا کارتا گرچه باعث تغییر سریع در رفتار و موقعیت پادشاه انگلستان نشد، اما نقطه آغاز زورآزمایی شاه و اشرافیان برای کنترل حکومت، تکامل نظام پادشاهی در بریتانیا، پیدایش ایدهٔ حکومت مشروطه سلطنتی و تأسیس مجلس اعیان بود. تغییرات بعدی و تأسیس مجلس عوام موازنه قدرت را به سود مردم تغییر داد.

### قانون قبطی در مصر و اتیوپی
در سال ۱۲۴۰ میلادی، ابوالفضایل نویسندهٔ قبطی اهل مصر، با ترکیب بخش‌هایی از قوانین انجیل، یهودیت و امپراتوری بیزانس، قانون جدیدی را به زبان عربی به رشته تحریر درآورد. شواهد تاریخی نشان می‌دهد که این قانون در حدود سال ۱۴۵۰ میلادی به کشور حبشه (اتیوپی) وارد شده و نخستین بار در زمان سلطنت سارسا دنگال امپراتور اتیوپی به عنوان قانون اساسی کشور به اجرا درآمده بوده‌است. قانون اساسی اتیوپی بیش از ۴۰۰ سال در این کشور اجرا می‌شد تا اینکه هایله سلاسی اول در سال ۱۹۳۱ قانون اساسی جدیدی را جایگزین آن نمود.

### قانون اساسی سان مارینو
قدیمی‌ترین قانون اساسی ملی که هنوز اجرا می‌شود در سال ۱۶۰۰ میلادی نوشته شده و متعلق به جمهوری سان مارینو در جنوب اروپا است. قانون اساسی سان مارینو (Leges Statutae Republicae Sancti Marini) با زبان لاتین نوشته شده و شامل ۶ دفتر است. نخستین دفتر آن شامل ۶۲ بخش است که شوراها، دادگاه‌ها و ادارات اجرایی دولت و شرح کار آن‌ها را تعریف می‌کند. سایر دفترها قوانین مدنی، جنایی و دادگستری و سلسله مراتب اداری را شرح می‌دهند.

### قانون مستعمراتی کنتیکت در آمریکا
در سال ۱۶۳۹ میلادی، مستعمرهٔ کنتیکت در آمریکای شمالی قانونی را تهیه و در مرزهای خود به اجرا گذاشت. از این قانون به عنوان یکی از اولین قوانین اساسی منسجم در غرب و نخستین قانون اساسی در آمریکای شمالی یاد می‌شود، و به همین دلیل به ایالت کنتیکت در کشور آمریکا لقب «ایالت قانون اساسی» داده‌اند. این قانون با اینکه سندی نسبتاً کوتاه است، در آن برای نخستین بار از آزادی‌های فردی و نحوه ضمانت آن‌ها توسط دولت سخن به میان آمده‌است. این قانون حدود قدرت دولت را هم مشخص کرده و راهکارهایی برای اعمال آن حدود ارائه داده‌است.
این قانون توسط فرماندار مستعمرهٔ کنتیکت برای تأیید چارلز دوم پادشاه انگلستان به لندن برده شد، و پس از تأیید به صورت منشور سلطنتی درآمد و لازم‌الاجرا شد. در آن زمان، حکومت بریتانیا به این قانون به عنوان ضامن بقای نظم و ترتیب در مستعمره کنتیکت نگاه می‌کرد، اما بخش‌هایی از آن بعدها الهام‌بخش قانون اساسی ایالات متحده آمریکا شد.

## قانون اساسی مدرن

### پس از عصر روشنگری در اروپا

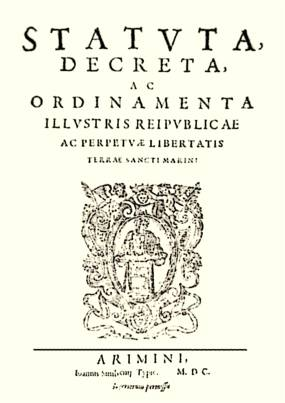
تصویر روی جلد قانون اساسی سان مارینو که از سال ۱۶۰۰ میلادی تاکنون رسمیت دارد

در عصر روشنگری اروپا و در طول چهل سال از سال ۱۷۵۰ تا ۱۸۰۰، چندین قانون اساسی مدرن و تأثیرگذار ظهور پیدا کردند. قانون‌های اساسی جمهوری کُرس و کشور سوئد، نخستین نمونه‌های قانون اساسی مدرن پس از دوران روشنگری هستند.
در سال ۱۷۵۵ جمهوری خودمختار کُرس قانون اساسی مدرنی را تدوین و به اجرا گذاشت. این قانون اساسی تحت تأثیر افکار ژان ژاک روسو و توسط پاسکال پائولی و همکارانش به زبان ایتالیایی نگاشته شد. از قانون اساسی کرس به عنوان نخستین قانون اساسی مدرن معاصر نام می‌برند. این قانون اساسی ۱۴ سال در کُرس رسمیت داشت تا اینکه فرانسه این کشور را در سال ۱۷۶۹ ضمیمهٔ خاک خود کرد.
در سال ۱۷۷۲ گوستاو سوم پس از یک کودتای بدون خونریزی بر تخت پادشاهی سوئد نشست و به حکومت پنجاه ساله پارلمانی پایان داد. وی سپس به تألیف قانون اساسی جدید سوئد دست زد که در آن نظام حکومتی «پادشاهی مطلق» بود. بر اساس این قانون، حکومت جدید در مقایسه با نظام پارلمانی پیشین سوئد مستبدانه به نظر می‌رسید، اما با این حال از بسیاری از قوانین رایج در پادشاهی‌های مستبد دیگر بازتر و انسانی‌تر بود. برای مثال قانون آزادی بیان مصوب سال ۱۷۷۶ هنوز هم در قانون اساسی امروزی سوئد باقی است.

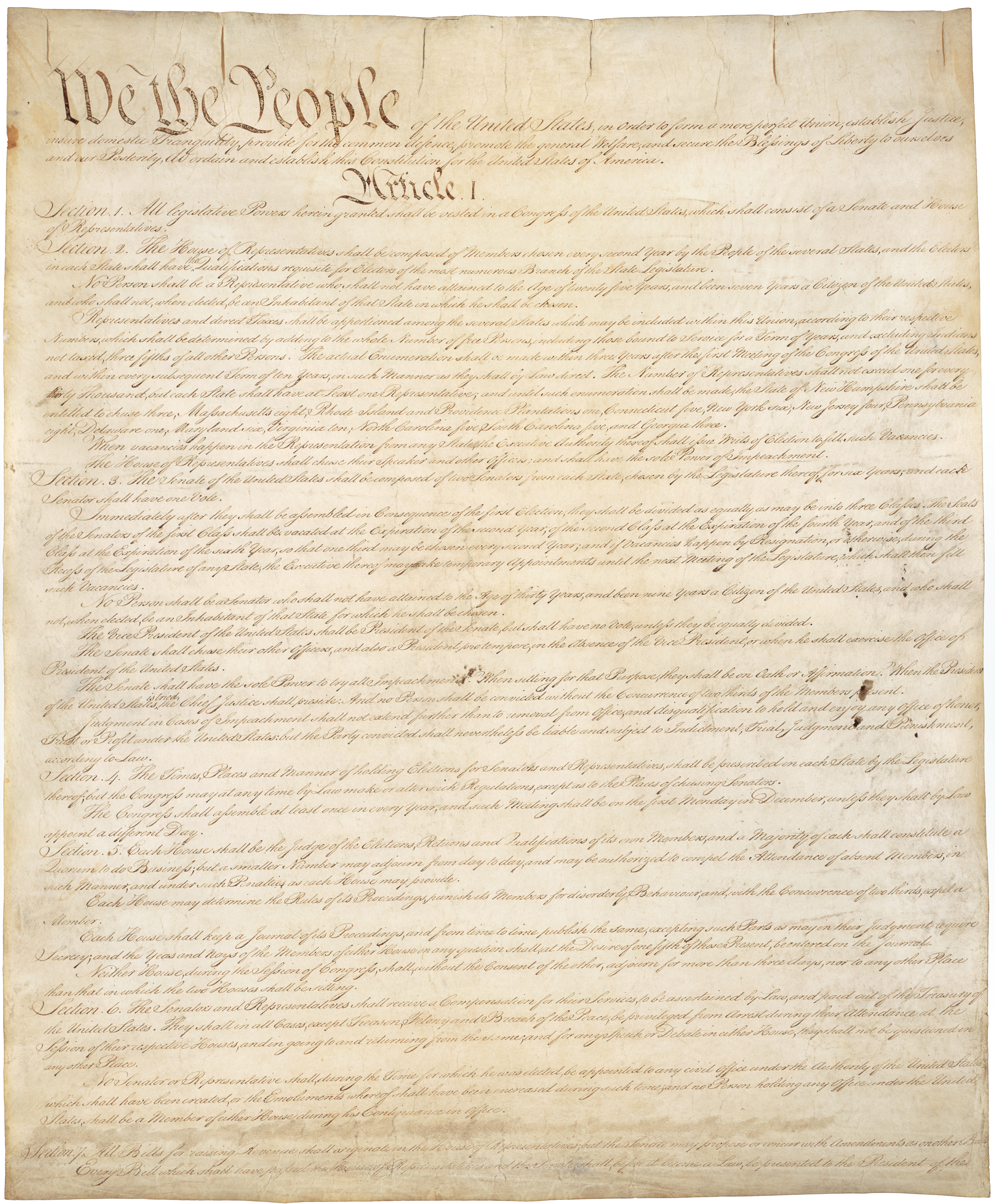
برگ نخست قانون اساسی ایالات متحده آمریکا نوشته شده در سال ۱۷۸۷ میلادی

ایالت ماساچوست در سال ۱۷۸۰ یعنی هفت سال پیش از پذیرفته شدن در ایالات متحده آمریکا، قانون اساسی خود را تهیه کرد. قانون اساسی ایالات متحده آمریکا در سال ۱۷۸۸ تهیه شد و رسمیت یافت. این قانون برای اداره نظام چند-ایالتی خود از نظام سیاسی اتحاد پادشاهی‌ها در بریتانیای کبیر الهام گرفته بود. علاوه بر آن، عقاید پلیبیوس فیلسوف یونانی، جان لاک فیلسوف تجربه‌گرای بریتانیایی، و شارل دو مونتسکیو متفکر فرانسوی، تأثیر زیادی بر قانون اساسی ایالات متحده آمریکا داشته‌اند.
سه سال بعد در سال ۱۷۹۱، قانون اساسی لهستان-لیتوانی و قانون اساسی فرانسه تهیه و به اجرا گذاشته شد. پادشاهی بلژیک (۱۸۳۱)، لیبریا (۱۸۴۷)، لوکزامبورگ (۱۸۶۸) و کنفدراسیون سوئیس (۱۸۷۴) از نخستین کشورهایی بودند که پس از آن اقدام به تدوین قانون اساسی برای خود نمودند.

## دادگاه قانون اساسی
هم‌اینک در ۴۹ کشور جهان دادگاه‌های ویژه‌ای به نام دادگاه قانون اساسی وجود دارد که کار اصلی آن بررسی سازگاری قوانین مصوبه با قانون اساسی کشور است.

## قانون اساسی ایران

### پیش از انقلاب مشروطه
غلامحسین زرگری‌نژاد تاریخ‌نگار، پژوهشگر و استاد تاریخ دانشگاه تهران، بر این باور است که در دوران ناصرالدین شاه سه بار قانون اساسی نگاشته شده‌است. این قانون‌ها اگر چه عنوان «قانون اساسی» نداشته‌اند، درعمل به منزلهٔ قانون اساسی بوده‌اند. به گفتهٔ او نخستین قانون حکومت ایران را ملکم خان در سال‌های آغازین تمایلات ناصرالدین شاه به اصلاح‌طلبی نوشت و برای میرزا جعفر خان مشیرالدوله رئیس شورای دولت، فرستاد. این قانون بر اساس تقسیم وزارتخانه‌ها به ۸ وزارتخانه تنظیم و ارائه شده بود.
قانون اساسی دوم که با عنوان «لایحهٔ تشکیل دربار اعظم» در ۱۲ شعبان ۱۲۸۹ ه‍.ق (مهر ۱۲۵۱ ه‍.خ) توسط میرزا حسین خان مشیرالدوله به شاه تقدیم شده بود، در ۲۰ شعبان با صدور دست‌خط شاه رسمیت یافت تا به اجرا درآید.
سومین قانون اساسی یا قانون حکومت ایران ناشناخته‌تر از دو مورد پیشین است. متأسفانه از نام و نشان نویسنده یا تنظیم‌کنندگان این قانون‌نامه یا دستورالعمل اطلاعی در دست نداریم، اما ظن غالب آن است که این قانون در اواخر دورهٔ تمایلات ناصرالدین شاه به اصلاح دستگاه دولت و پایان عصر سپهسالار (میرزا حسین خان مشیرالدوله) و سال‌ها پس از تنظیم قانون اساسی دوم، تنظیم شده باشد، چرا که از انعکاس آن در روزنامه‌ها و منابع قاجاری خبری نیست. گفتنی است که تنظیم‌کنندگان این قانون برای آن نامی نیز نگذاشته‌اند. زرگری‌نژاد بر اساس محتوای آن، نام «قانون حکومت ایران» را بر آن نهاده‌است. این قانون پس از تبدیل ۱۲ وزارتخانه به ۱۵ وزارتخانه نگاشته شده‌است.

### قانون اساسی مشروطه
قانون اساسی مشروطه در هشتم دی‌ماه سال ۱۲۸۵ خورشیدی (۱۴ ذیقعده ۱۳۲۴ هجری قمری) به امضای مظفرالدین‌شاه رسید. این قانون ۵۱ ماده داشت که عموماً مربوط به طرز کار مجلس شورای ملی و مجلس سنا می‌شد، به همین دلیل در آغاز به نظامنامه نیز مشهور بود.
این قانون بعد از موفقیت مشروطه‌خواهان درگرفتن فرمان مشروطه و با عجله تهیه شده بود و در آن ذکری از حقوق ملت و سایر ترتیبات مربوط به رابطه اختیارات حکومت و حقوق ملت نبود، بنابراین «متمم قانون اساسی» تهیه شد و به تصویب مجلس رسید و محمدعلی‌شاه نیز آن را در ۱۴ مهر ۱۲۸۶ خورشیدی (۲۹ شعبان ۱۳۲۵ هجری قمری) امضا کرد. این قانون و متمم آن تا سال ۱۳۵۷ که حکومت پادشاهی در ایران برافتاد، قانون اساسی ایران بود.

### قانون اساسی جمهوری اسلامی
قانون اساسی جمهوری اسلامی ایران پس از پیروزی انقلاب در سال ۱۳۵۷ تهیه شد، و پس از همه‌پرسی نوع حکومت جمهوری اسلامی، در روزهای ۱۰ و ۱۱ آذر ماه سال ۱۳۵۸ به بحث گذاشته شد و پس از دریافت رأی اکثریت مردم (۹۹٫۵٪) به اجرا گذاشته شد. این قانون در سال ۱۳۶۸ و پس از حکم آیت‌الله خمینی به رئیس‌جمهور وقت مورد بازنگری قرار گرفت و در ۶ مرداد در همه‌پرسی قانون اساسی ایران ۱۳۶۸ به تأیید اکثریت مردم ایران رسید.

### فارسی
- در سایت حقوق: اخبار حقوق اساسی
- در سایت حقوق: حقوق اساسی
- در سایت حقوقدانان: استادان حقوق اساسی
- سایت فرانسوی حقوق اساسی
- متن کامل قانون اساسی برخی کشورها

### انگلیسی
- انجمن قانون اساسی
- قوانین اساسی ملل